# Sforza

Wappen des Hauses Sforza

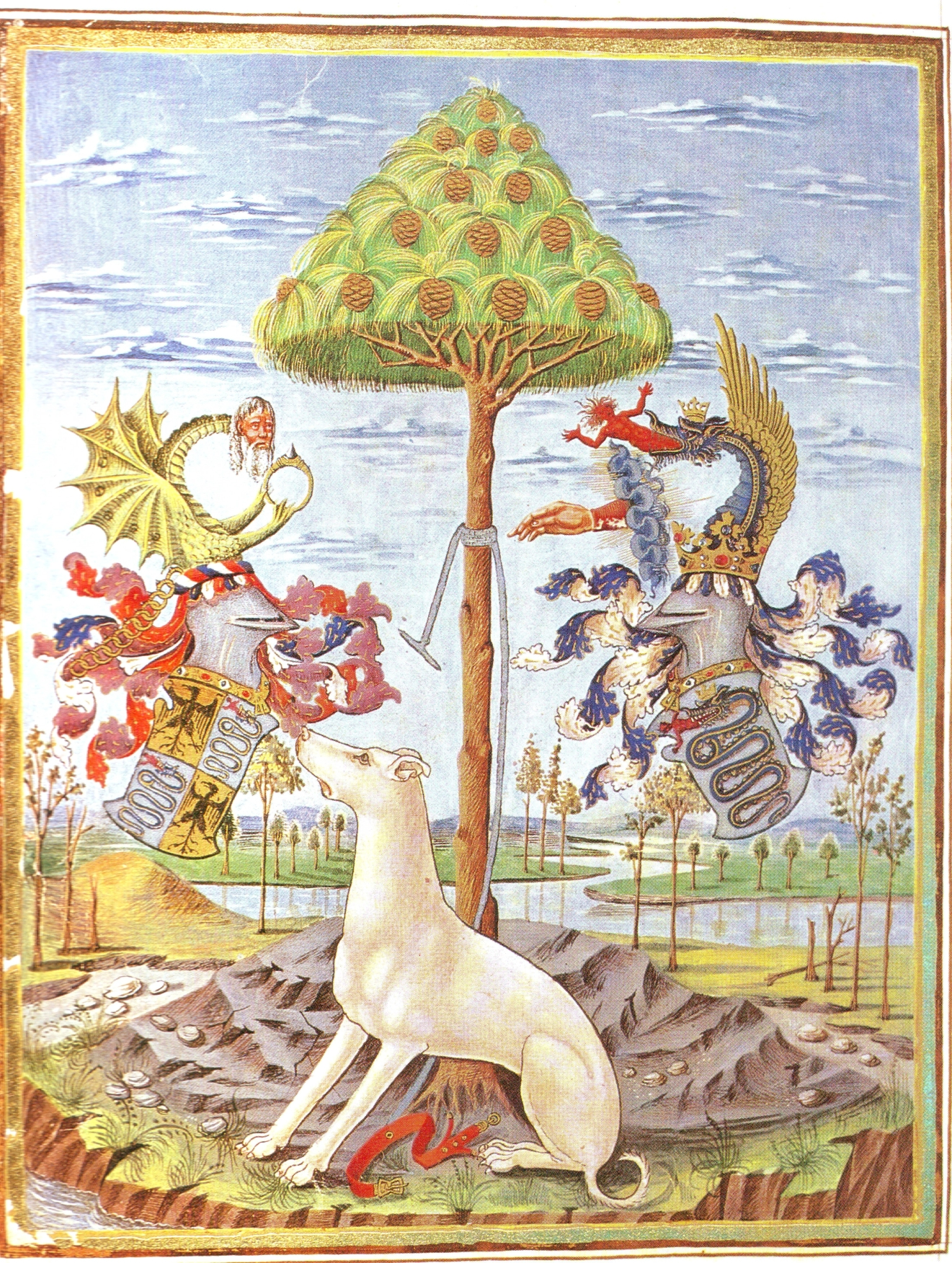
Wappen der Sforzas (Allegorisches Gemälde von 1469)

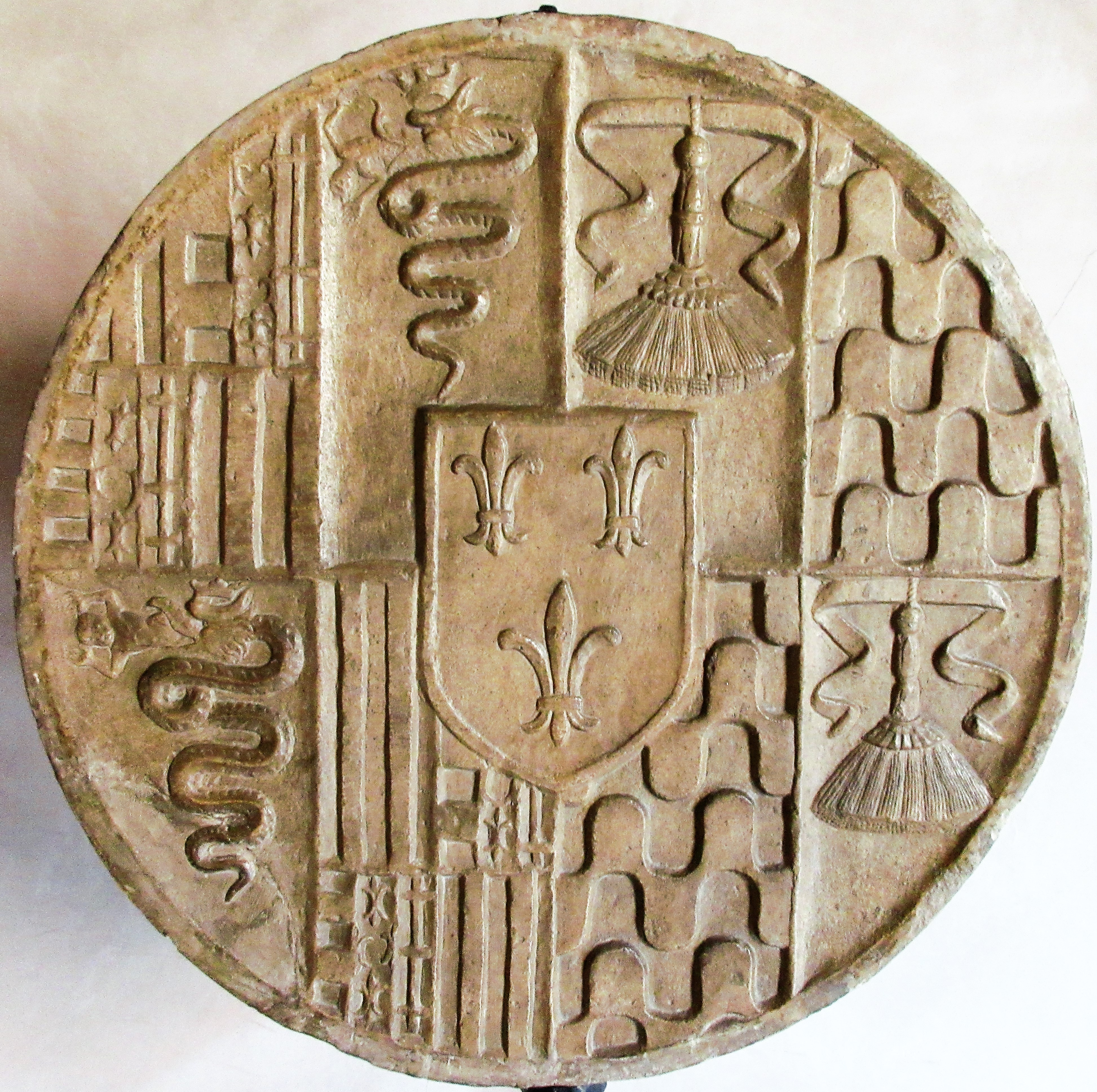
Wappen der Sforza, Castello Sforzesco, Mailand

Sforza (italienisch für „Bezwinger“) ist der Name einer der großen italienischen Familien der Renaissance. Von 1450 bis 1535 regierten sie (mit Unterbrechungen) als Herzöge von Mailand in der Lombardei.

## Familiengeschichte

### Herkunft
Die Familie Sforza hieß eigentlich Attendolo, zählte zum bäuerlichen Kleinadel der Provinz Ravenna und besaß in der Gemeinde Cotignola, die etwa 20 km westlich der Stadt  Ravenna liegt, erhebliche Ländereien. Die Stadt und die Familie Attendolo unterstanden dem jeweiligen Lehensherren – lange den Grafen von Cunio – die sich später nach der Herrschaft Barbiano (heute Teil der Gemeinde Cotignola) „da Barbiano“ nannten. Diese Familie des italienischen Uradels wurde bereits von Dante in dessen Göttlicher Komödie erwähnt, brachte eine Reihe berühmter Kondottieri wie u. a. Alberico da Barbiano (1348–1409) hervor, eine Linie wurde in den Reichsfürstenstand erhoben, eine andere blüht in gräflicher Linie bis heute.
Der Familienname Sforza geht auf Jacopo Attendolo, genannt Giacomuzzo Attendolo (* 28. Mai 1369 in Cotignola; † 4. Januar 1424, ertrunken im Fluss Pescara) zurück, der einer der bekanntesten Kondottieri seiner Zeit war. Wegen seiner herkulischen Kraft wurde er „Sforza“ genannt und als solcher berühmt. Dieser Spitzname wurde von seinen Nachkommen als Familiennamen angenommen. Muzio Attendolo Sforza gelang es 1411 die Herrschaft Cotignola zu erwerben, diese wurde zu seinen Gunsten in eine Grafschaft erhoben, wodurch er zum ersten Grafen von Cotignola aufstieg. Er war dreimal verheiratet, hatte zumindest 15 Kinder, neben legitimen auch eine große Zahl außerehelicher, später legitimierter Kinder.

### Francesco Sforza

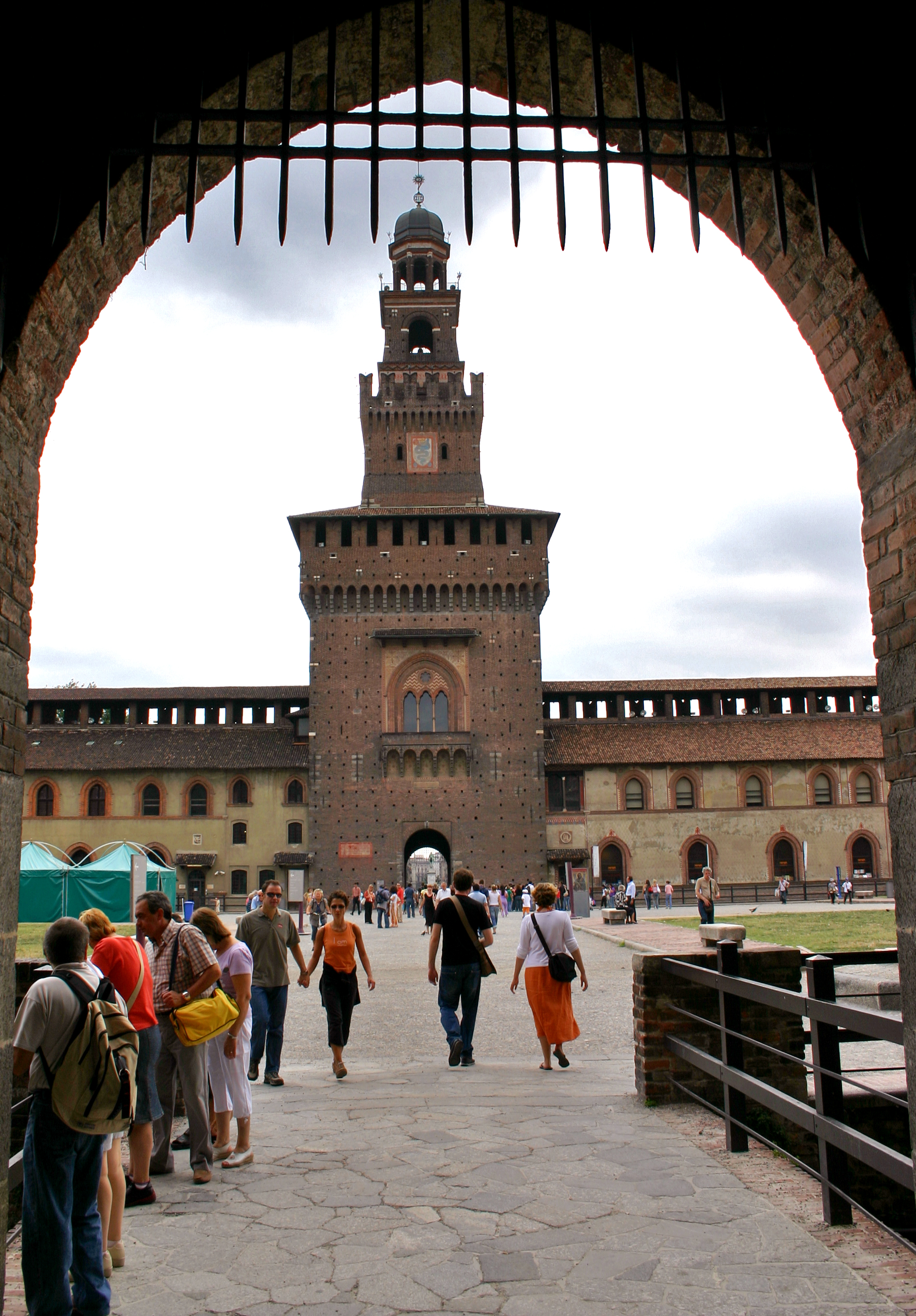
Das Castello Sforzesco in Mailand

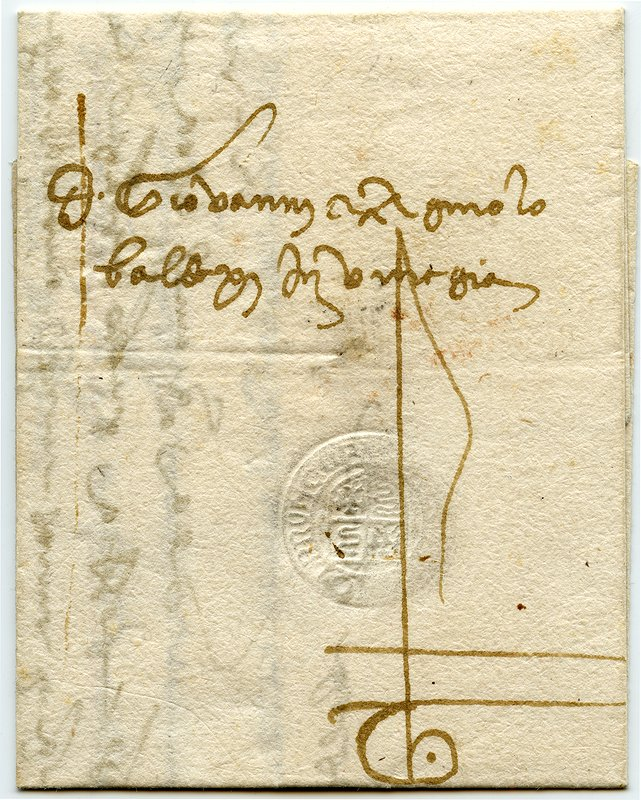
Brief, befördert durch die Sforza im Jahr 1458

Sein unehelicher Sohn Francesco Sforza (1401–1466) übernahm das Kommando, zeigte militärisches Genie und politischen Scharfsinn. Er diente den Visconti gegen Venedig und dann Venedig gegen die Visconti, griff den Papst an, vertrieb ihn aus der Romagna, und verteidigte ihn später. 1441 heiratete er Bianca Maria, die einzige Tochter von Filippo Maria Visconti, dem Herzog von Mailand, erhielt Pontremoli und Cremona als Mitgift, sowie die Zusage der Nachfolge im Herzogtum. Die kurzlebige Ambrosianische Republik, die von den Mailändern beim Tod Viscontis (1447) errichtet wurde, wurde von Francesco unterworfen, der am 25. März 1450 triumphal als Herzog in der Stadt einzog. Im Frieden von Lodi erreichte er 1454 die Anerkennung seiner Herrschaft durch die anderen italienischen Staaten (zum Beispiel Venedig) und Frankreich. Er unterdrückte einen Aufstand in Piacenza, verbündete sich eng mit Cosimo de’ Medici (1389–1464) und Ludwig XI. von Frankreich (regierte 1461–1483), und beherrschte die Lombardei, einige Bereiche südlich des Po und sogar Genua. Er ließ die Festung Porta Giovio wieder aufbauen, das große Hospital errichten und den Kanal von Martesana, der Mailand mit der Adda verbindet; sein Hof, den er mit italienischen Gelehrten und griechischen Verbannten füllte, wurde schnell einer der hervorragendsten in Italien. Seine Tochter Ippolita war für ihre lateinischen Reden berühmt. Francesco hinterließ mehrere Söhne, darunter Galeazzo Maria, Ludovico, genannt il Moro „der Dunkle“ oder „der Mohr“, und Ascanio Sforza, der Kardinal wurde. 

### Galeazzo Maria Sforza und seine Nachkommen
Galeazzo Maria Sforza, der im Herzogtum folgte, wurde 1444 geboren, war ein Kunstliebhaber, gewandter Redner, aber grausam. Er wurde in der Kathedrale von Mailand am 26. Dezember 1476 von drei jungen Mailänder Adligen ermordet.
Seine eheliche Tochter Bianca Maria Sforza (1472–1510/11) heiratete 1493 den deutschen König und späteren Kaiser Maximilian I., seine uneheliche Tochter war Caterina Sforza, Gräfin von Forlí.
Gian Galeazzo Sforza (1469–1494), Sohn von Galeazzo Maria, folgte ihm als Herzog unter der Regentschaft seiner Mutter, Bona von Savoyen, die 1481 vom Onkel ihres Sohnes, Ludovico il Moro, verdrängt wurde. Gian Galeazzo heiratete Isabella von Aragon, Enkelin des Königs von Neapel, sein plötzlicher Tod wurde einem Giftanschlag seines Onkels zugerechnet.
Seine Tochter Bona Sforza (1491–1557) heiratete 1518 König Sigismund I. von Polen (regierte 1506–1548). Sie zeigte bemerkenswerte Eigenschaften als Regentin, baute Schlösser, Schulen und Hospitäler, erzeugte aber auch Korruption und Intrigen am polnischen Hof. Sie wurde angeklagt, ihre Schwiegertochter, die Ehefrau von Sigismund II. August (regierte 1548–1572) vergiftet zu haben. Nach dem Tod ihres Ehemanns kehrte sie nach Italien zurück und wurde dort 1557 von ihrem Liebhaber Pappacoda vergiftet.

### Ludovico Sforza
Francesco Sforzas fünfter Sohn Ludovico Sforza, il Moro (1452–1508) war der berühmte Förderer Leonardo da Vincis und anderer Künstler, der Karl VIII. von Frankreich (regierte 1483–1498) 1494 zu Hilfe holte, und die Herzogskrone vom Mailänder Adel am 22. Oktober des gleichen Jahres erhielt. Als er jedoch seine eigene Stellung durch die französische Politik in Gefahr sah, schloss er sich der Allianz gegen Karl VIII. an, verheiratete seine Nichte Bianca Maria Sforza mit dem deutschen König und späteren Kaiser Maximilian I. und erhielt im Gegenzug durch Maximilian I. die Investitur in Mailand. Ludovico wurde von Ludwig XII. (regierte 1498–1515) 1499 aus Mailand vertrieben, für kurze Zeit von den Schweizern wieder eingesetzt, dann aber von ihnen im April 1500 an die Franzosen ausgeliefert. Er starb als Gefangener in der Burg Loches. Francesco Sforza, der Sohn von Gian Galeazzo, wurde ebenfalls von Ludwig XII. nach Frankreich gebracht, wo er 1505 Abt von Marmoutier wurde und 1511 starb.
Die beiden Söhne Ludovicos, Massimiliano und Francesco Maria, flohen nach Deutschland; Ersterer wurde 1512 von den Schweizern in Mailand wieder eingesetzt, nach der vernichtenden Niederlage seiner Verbündeten in der Schlacht bei Marignano 1515 trat er jedoch seine Rechte an Franz I. (regierte 1515–1547) gegen eine Rente von 30.000 Dukaten ab und starb 1530 in Paris. Der zweite Sohn Francesco Maria nahm Mailand nach der Niederlage der Franzosen bei La Bicocca 1522 in Besitz, trat später dann der italienischen Liga gegen Kaiser Karl V. (regierte 1519–1555) bei. Er war unpopulär aufgrund seiner Steuererhebungen, und sein Tod am 24. Oktober 1535 markierte das Ende der direkten männlichen Linie der Sforza. Das Herzogtum ging an den Kaiser über.

## Familienbeziehungen
1. Stammreihe der ersten Generationen:
Muzio Attendolo, ein reicher Grundbesitzer in der Gemeinde Cotignola (in der Provinz Ravenna), 1350 nachweisbar
1. Nascimbene Attendolo
  1. Lorenzo Attendolo (* um 1351; † 1442) Kondottiere im Dienst des Königreichs Neapel und des Papstes, 1415 Vizekönig von Otranto und Tarent, Vikar (Statthalter) in Torgemella, Todi und Gualdo, wurde 1417 von Johanna II., Königin von Neapel (1414–1435), und auch von Papst Martin V. (Oddo Colonna) in den Grafenstand erhoben, 1417 Vizekönig des Prinzipats, von Molise und der Terra di Lavoro. 1419 Herr von Cassano, 1420 Herr von Corato, Bisceglie, Ruvo und Terlizzi
    1. Giovanni Battista, Schicksal unbekannt
2. Giovanni Attendolo, Großgrundbesitzer in Cotignola, († nach 1385/86), ⚭ Elisa Petraccini, Tochter von Ugolino Petraccini
  1. Bosio Attendolo († an Malaria im Mai 1411 in Spoleto), Kondottiere im Dienst seines Bruders Muzio, sowie in dem von Ladislaus, König von Neapel (1386–1414), der Markgrafen von Ferrara aus dem Haus Este und der Republik Florenz, heiratet eine namentlich unbekannte Dame
    1. Domenico Attendolo (* um 1360; † nach 1437), Herr von Acquaviva, Mola, Rutigliano, San Nicandro Garganico und Cellamare (in der Provinz Bari in Apulien), ⚭ Giovannella Gesualdo (* um 1391; † um 1440), Signora di Gioia del Colle (Provinz Bari), Tochter von Sansone I. Gesualdo, Signore di Frigento, (Nachkommen in weiblicher Linie)

  2. Margherita Attendolo, Signora di Muzio, heiratet in erster Ehe Michele de‘ Ravignani, Patrizier von Neapel, in zweiter Ehe Giacomo Gaetani, Conte di Morcone
  3. Muzio Attendolo Sforza, eigentlich Jacopo Attendolo, genannt Giacomuzio, später genannt „Sforza“ (* 28. Mai 1369 in Cotignola; † 4. Januar 1424, ertrank im Fluss Pescara), berühmter Kondottiere, Nachfahren: siehe unten
  4. Francesco Attendolo, genannt „Becaletto“ († 1412 an der Pest in Marciano, wurde dort in der Kapelle der Attendolo begraben), Kondottiere im Dienst seines Bruders, im Dienst von Perugia, von Florenz und von Siena
  5. Bertoldo Attendolo, genannt „Capitan Fedele“ (Der treue Hauptmann), (* vor 1388; † Juni 1412 an der Pest, nahe Perugia, wurde in der Kapelle der Attendolo in Marciano begraben), Kondottiere im Dienst seines Bruders Muzio Sforza
  6. Giorgio Attendolo
  7. Matteo Attendolo wurde in einer Fehde mit der Familie Pasolini im Winter 1388 in Cotignola getötet
  8. Tonduzzo Attendolo wurde wie sein Bruder Matteo in einer Fehde mit der Familie Pasolini im Winter 1388 in Cotignola getötet
  9. Maria Attendolo († 1412), ⚭ 1395 Marchese Niccolò Pallavicino
3. Sante Attendolo
4. Bartolo Attendolo
  1. Michele Attendolo, genannt „Michelotto“ (* um 1370; † um 1451 in Palazzolo sull´Oglio?), berühmter Kondottiere im Dienst des Königs von Neapel, der Kirche, der Este, der Republik Florenz und von Venedig, Signore di Acquapendente, Potenza, Alianello und Castelfranco Veneto, heiratet am 11. März 1422 Polissena (Antonella) Sanseverino († 15. Oktober 1427/1430), Herrin von San Marco und Monttafollone, Witwe von Andrea Malatesta, Herr von Cesena usw., eine Tochter des Venzeslao Sanseverino, Herzog von Amalfi und der Margherita di Sangineto – alle Kinder außerehelich, keine dauernde Nachkommenschaft
    1. Raimondo Attendolo, verheiratet mit Giulia Maruccia
    2. Pietro, genannt Perino Attendolo († im November 1421), Kondottiere im Dienst des Hauses Anjou-Valois, wurde im Dezember 1411 zum Grafen von Troia (in der Provinz Foggia in Apulien) erhoben, war 1414 Vizekönig in Rom für das Haus Anjou-Valois, verheiratet mit Elena Pico
    3. Pietrantonio Attendolo, verheiratet mit Lucrezia Fregoso (* 1433; † 1487) Signora di Gropparello, Tochter des Spinetta Fregoso Doge der Republik Genua und der Antonia Malaspina
    4. Francesca Attendolo, verheiratet mit Marchetto Attendolo (siehe unten)
5. N.N., ein Sohn mit unbekanntem Vornamen
  1. Marchetto Attendolo († 1466 in Piacenza), Herr von Lucera und San Severo (beides in der Provinz Foggia in Süditalien), ⚭ Francesca Attendolo, eine außereheliche Tochter von Michele Attendolo (siehe oben), keine Kinder
  2. Foschino Attendolo (* Juni 1392; † 1457 in Mailand), Herr von Torremaggiore (in der Provinz Foggia in Apulien), 1427 Generalkapitän des „Principato Ultra“ (Unterteilung des früheren Prinzipats von Benevent im Königreich Neapel), von Montorio und von Capitanata (Region in Apulien), war im August 1437 Rektor von Benevent, 1442 Kastellan (Burghauptmann) von Mailand, 1444 Gouverneur von Cremona, 1449 herzoglicher Statthalter von Novara und von Brianza, 1450 herzoglicher Statthalter von Lodi, 1452 Kastellan von Mailand. keine Kinder

2. Auszugsweise Nachkommen von Muzio Attendolo Sforza:
Muzio Attendolo Sforza (1369–1424) war dreimal verheiratet. Die nachstehenden Söhne stammen jedoch aus der Beziehung zu seiner Geliebten Lucia Terziani:
1. Francesco I. Sforza (1401–1466), Herzog von Mailand (1450–1466) ⚭ Bianca Maria Visconti, außereheliche Tochter des Filippo Maria Visconti (1392–1447), Herzog von Mailand (1412–1447)
  1. Galeazzo Maria Sforza (1444–1476), Herzog von Mailand (1466–1476)
    1. Caterina Sforza (1463–1509), außerehelich
    2. Gian Galeazzo Sforza (1469–1494), ehelich, Herzog von Mailand (1476–1494)
      1. Francesco, genannt „il Ducchetto“ (1491–1511), Graf von Pavia (1491–1494), ab 1500 Abt von Marmoutier
      2. Bona Sforza (1494–1557), ⚭ 1518 Sigismund I. (1467–1548), König von Polen (1506–1548)

    3. Bianca Maria Sforza (1472–1510), ⚭ 1494 Maximilian I. Erzherzog von Österreich, 1486 Römisch-deutscher König, Kaiser (1508–1519)
    4. Anna Maria Sforza (1473–1497), ⚭ 1491 Alfonso I. d’Este (1476–1534), Herzog von Ferrara usw. (1505–1535)

  2. Ippolita Sforza, ⚭ 1465 Alfons II. von Aragon (1448–1495), König von Neapel (1494–1495)
  3. Filippo Maria Sforza (1448–1492), ⚭ Konstanze Sforza, Tochter des Bosio Sforza
  4. Sforza Maria Sforza (1449–1479 vergiftet), ab 1464 Herzog von Bari usw.
  5. Ludovico I. Maria Sforza, genannt „il Moro“ (1451–1508), Herzog von Mailand (1494–1499), abgesetzt, stirbt in französischer Gefangenschaft
    1. Ercole Massimiliano I. Sforza (1493–1530), Herzog von Mailand (1512–1515), abgesetzt, stirbt in französischer Gefangenschaft
    2. Sforza Francesco II. Sforza (1495–1535), Herzog von Mailand (1521–1524) abgesetzt, (1525–1529) nach seinem Tod fällt das Herzogtum an Kaiser Karl V.
    3. Giovanni Paolo I. Sforza, außerehelicher Sohn mit Lucrezia Crivelli, 1. Marchese von Caravaggio (Lombardei)

  6. Ascanio Maria Sforza (1455–1505), seit 1485 Kardinal, 1479 Bischof von Pavia, 1486 von Cremona, 1504 von Novara
2. Alessandro Sforza (1409–1473), Vikar und Herr von Ancona (1434–1473), von Pesaro (1445–1473), Herzog von Sora
  1. Battista Sforza (1446–1472), ⚭ 1460 Federico da Montefeltro, Herzog von Urbino (1444–1482)
  2. Costanzo I. Sforza (1447–1483), Signore von Pesaro (1473–1483)
    1. Giovanni Sforza (1466–1510), außerehelich, Signore von Pesaro (1483–1500) und (1503–1510), ⚭ 1) 1489 Maddalena Gonzaga († 1490), Tochter des Federico I. Gonzaga, Markgraf von Mantua, ⚭ 2) 1493, geschieden 1497, Lucrezia Borgia (1480–1519), Tochter von Papst Alexander VI. (Rodrigo Borgia)
3. Bosio I. Sforza (1411–1476), Graf von Cotignola, seine Nachkommen sind Grafen von Santa Fiora usw., ab 1585 Herzöge von Segni, ab 1612 Herzöge von Onano und ab 1697 Herzöge Sforza Cesarini, letzter Nachfahre dieser Linie war Don Salvatore Sforza-Cesarini, 7.Principe di Genzano († 1832), seine Titel und Besitzungen gingen über auf seinen Halbbruder Lorenzo Filippo Montani, außerehelichen und durch spätere Eheschließung legitimierten Sohn seiner Mutter mit dem russischen Oberst Carl Marschall, dessen Nachfahren leben noch heute, gegenwärtiger Titelträger ist Don Bosio Lorenzo Duca Sforza-Cesarini (* 1939 in Rom), 12.Principe di Genzano, Duca di Segni, Duca di Civitalavinia, Duca di Ginestra, Duca di Torricella

## Bedeutende Namensträger
| Name                                           | Porträt | Stellung |
| ---------------------------------------------- | ------- | --- |
| Muzio Attendolo Sforza                         |         | Gründer des Hauses Sforza |
| Francesco I. Sforza                            |         | Sohn von Muzio Attendolo, erster Herzog von Mailand (1450–1466) aus dem Hause Sforza, als Nachfolger seines Schwiegervaters Filippo Maria Visconti |
| Bianca Maria Visconti                          |         | Gemahlin des Francesco I. Sforza, illegitime Tochter des Filippo Maria Visconti, Herzog von Mailand                                                |
| Galeazzo Maria Sforza                          |         | Sohn von Francesco I. Sforza und Bianca Maria Visconti; Herzog von Mailand (1466–1476)                                                             |
| Gian Galeazzo Sforza                           |         | Herzog von Mailand (1476–1494), Sohn von Galeazzo Maria Sforza                                                                                     |
| Bona Sforza, Königin von Polen                 |         | Tochter von Gian Galeazzo Sforza, Gemahlin von Sigismund I.                                                                                        |
| Bianca Maria Sforza, römisch-deutsche Kaiserin |         | Tochter von Galeazzo Maria Sforza, Gemahlin von Kaiser Maximilian I.                                                                               |
| Anna Maria Sforza                              |         | Tochter von Galeazzo Maria Sforza, Gemahlin von Alfonso I. d’Este, Herzog von Ferrara                                                              |
| Caterina Sforza                                |         | Illegitime Tochter des Galeazzo Maria Sforza, nach einer umstrittenen Theorie die Mona Lisa des Leonardo da Vinci                                  |
| Ludovico Sforza                                |         | Sohn des Francesco I. Sforza und der Bianca Maria Visconti; Herzog von Mailand (1494–1499), abgesetzt, starb in französischer Gefangenschaft       |
| Beatrice d’Este                                |         | Gemahlin des Ludovico Sforza |
| Massimiliano Sforza                            |         | 1. Sohn des Ludovico Sforza; Herzog von Mailand (1512–1515), abgesetzt, starb in französischer Gefangenschaft                                      |
| Francesco II. Sforza                           |         | 2. Sohn des Ludovico Sforza, Herzog von Mailand (1521–1524), abgesetzt, nach seinem Tod 1535 fällt das Herzogtum an Kaiser Karl V.                 |
| Giovanni Paolo I. Sforza                       |         | Illegitimer Sohn des Ludovico Sforza, 1. Marchese von Caravaggio (Lombardei)                                                                       |